# (4467) Kaidanovskij
(4467) Kaidanovskij (1975 VN2) – planetoida z pasa głównego asteroid okrążająca Słońce w ciągu 4,29 lat w średniej odległości 2,64 j.a. Odkryta 2 listopada 1975 roku.